# The Fall. El sueño de Alexandria
The Fall. El sueño de Alexandria (en inglés: The Fall) es una película de 2006 dirigida por Tarsem Singh y protagonizada por Lee Pace, Catinca Untaru y Justine Waddell. El guion fue escrito por Dan Gilroy, Nico Soultanakis y Tarsem Singh, y está basado en la idea central de la película Yo ho ho (1981). Para su estreno cinematográfico, The Fall fue presentada por los directores de cine Spike Jonze y David Fincher, quien se refirió a la cinta como «qué habría pasado si Andréi Tarkovski hubiese hecho El mago de Oz». La película ha recibido comentarios disímiles por parte de la crítica.

## Argumento
Roy Walker (Lee Pace), un doble de acrobacias de los años 1920, se encuentra en el hospital tras realizar un peligroso acto para impresionar a su novia. Sin embargo, ella lo deja por la estrella de la película en que trabajaban. En el hospital, Roy conoce a Alexandria (Catinca Untaru), una niña inmigrante con quien inicia una relación de amistad. Roy comienza a relatar una historia sobre cinco personajes: un esclavo llamado Ota Benga (Marcus Wesley), un experto en explosivos, un indio (Jeetu Verma), una versión ficticia de Charles Darwin (Leo Bill) y un bandido enmascarado (interpretado por Pace). Todos los personajes buscaban vengarse del gobernador Odious (Daniel Caltagirone), quien los había ofendido a través de sus acciones. Un sexto personaje se une a la búsqueda del gobernador Odious, el místico (Julian Bleach). A medida que Roy narra la historia, Alexandria imagina lo que va ocurriendo.
Alexandria comienza a confundir la realidad con la ficción, y ve reflejados a ciertos personajes del hospital en la historia. La niña visita a Roy para que continúe narrando la historia, pero éste le pide a cambio morfina, y le dice que le ayuda a dormir mejor. Nuevos personajes se incorporan a la historia, una princesa (Justine Waddell) y la hija del bandido enmascarado (también interpretada por Catinca Untaru). 
Ansiosa por saber cómo continuará la historia, Alexandria regresa a la farmacia del hospital en busca de más morfina para Roy. Pero cuando alcanza el frasco en lo alto de un mueble, resbala de la escalera y cae al suelo. Alexandria es operada y visitada por Roy, quien ha empeorado en su estado anímico. La niña le pide oír el final de la historia, pero este comienza a matar uno a uno a los personajes, reflejando su depresión. Alexandria se molesta por esto, argumentando que también es su historia y le explica por qué no debe sentirse así. Roy cambia de parecer y cuenta otro final, donde el bandido y su hija vencen a Odious.
Tras algunas semanas, Roy se recupera y vuelve a trabajar como doble de acrobacias, mientras que Alexandria regresa a la granja de su familia.

## Reparto
- Lee Pace: Roy Walker / Bandido Rojo
- Catinca Untaru: Alexandria / Hija del Bandido
- Justine Waddell: Enfermera Evelyn / Hermana Evelyn
- Daniel Caltagirone: Sinclair / Gobernador Odious
- Marcus Wesley: Repartidor de hielo / Otta Benga
- Robin B. Smith: Actor cojo / Luigi
- Jeetu Verma: Recolector de naranjas / Indio
- Kim Uylenbroek: Médico / Alejandro Magno
- Leo Bill: Camillero / Charles Darwin
- Emil Hostina: Padre de Alexandria / Bandido Azul
- Julian Bleac: Paciente anciano / Místico

## Producción

### Desarrollo
La idea de realizar The Fall surgió cuando Tarsem Singh tenía 23 años de edad, pero necesitó 17 años para llevarla a cabo. La película tuvo varios problemas de financiación, debido principalmente a la peculiaridad de la cinta y las exigencias del director. Es por esto que Tarsem decidió financiarla de manera personal.
En un principio, el director quería utilizar el lenguaje corporal de uno de los personajes para contar una historia. A medida que desarrollaba la idea, se dio cuenta de que se asemejaba a una película búlgara que había visto en la universidad, la cual se llamaba Yo ho ho (1981). Tarsem compró los derechos de la cinta, pero no se basó totalmente en ella, sino que utilizó la idea central de la misma. Aunque contaba con un guion estructurado, Tarsem decidió utilizarlo sólo como guía, dejando que los actores cambiaran los diálogos de la manera que ellos quisieran. Uno de los deseos del director era que la relación entre los personajes principales fuese lo más real posible. El hecho de que una niña de seis años lo ayudara a escribir el guion fue una de las razones por la que tuvo dificultades al momento de financiar la cinta.

### Casting
La película fue protagonizada por Catinca Untaru, quien no tenía experiencia realizando este tipo de trabajos. El deseo del director era contar con una niña de cuatro años de edad para el rol protagónico, es por eso que mandó a varios directores de reparto a diferentes escuelas para tomar fotografías de los niños. Tarsem recibió una cinta de vídeo de Catinca, una niña que vivía en Rumania. El hallazgo de la niña tomó por sorpresa a Tarsem, quien debió comenzar a filmar la cinta en ese momento, ya que Catinca tenía seis años: «en cuatro meses, esta niña no sería la misma. Debimos hacer la película en ese instante, no podíamos hacerla por etapas». Debido a que Catinca no hablaba inglés, debió aprender sus líneas fonéticamente, «palabra por palabra». El director buscaba que el diálogo fuese espontáneo, por lo que cambiaba las palabras si la niña no lo lograba en tres o cuatro tomas. El principal deseo de Tarsem era lograr que su actuación fuese lo más creíble posible: «Buscaba sus reacciones ante cualquier novedad que se le presentase. La primera escena se rodó nada más conocerse la pareja protagonista, Catinca y Lee Pace, que apareció en silla de ruedas tal y como requería su personaje. ¡La niña creyó realmente que el joven no podía andar! Al ver su reacción decidí ocultárselo».
Lee Pace fue escogido para interpretar a Roy Walker, personaje que narra la historia a Alexandria. Antes de trabajar en The Fall, Pace había actuado en algunas series de televisión y en la película Soldier's Girl (2003). Una de las principales razones por la que el director lo escogió, fue debido a que no era un actor muy conocido, por lo tanto podían fingir ante el equipo de filmación que Pace estaba realmente inválido. El director le envió una copia de la cinta francesa Ponette (1996), explicándole que se basó en ella para el rol de Alexandria. Pace aceptó el trabajo tras una reunión con Tarsem, donde hablaron sobre los lugares en que se filmaría The Fall, el guion y el trabajo con Catinca Untaru.

### Rodaje

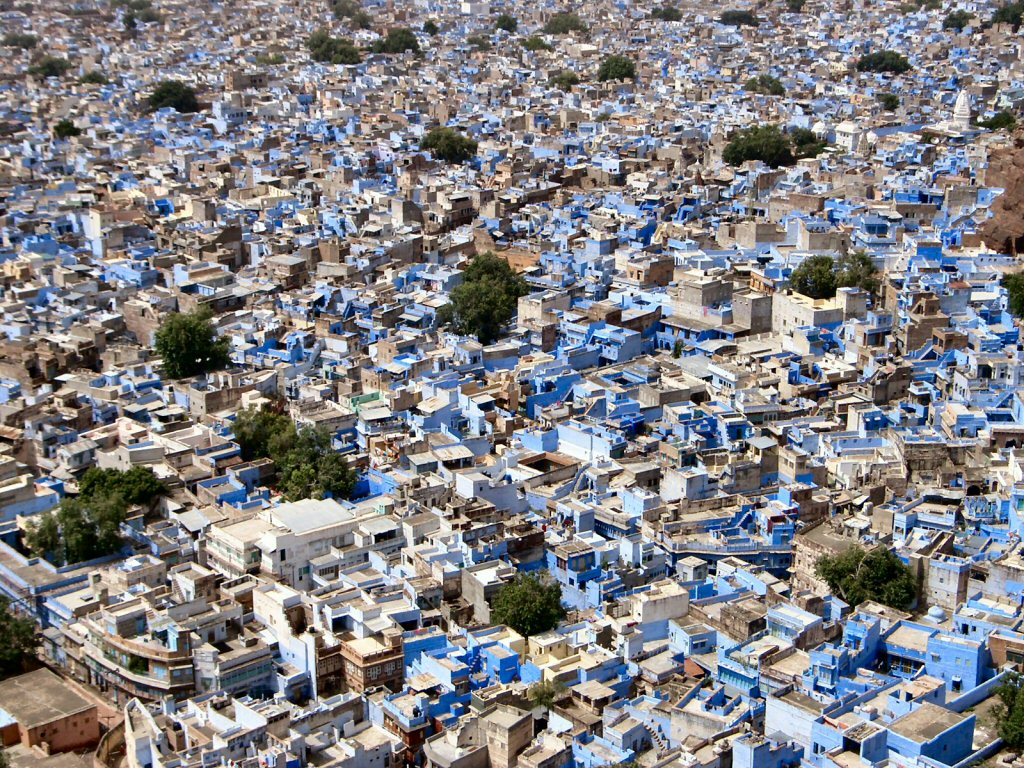
Jodhpur, lugar utilizado en la película para representar la Ciudad Azul.

Tarsem viajó durante más de 14 años por numerosos países, tomando fotografías de los lugares que visitaba y guardándolas para una posible película. Debido a que la película fue financiada por él mismo, al momento de rodarla aprovechó su labor como director de comerciales de televisión. De esta manera, si necesitaba viajar a un lugar específico para filmar, escogía dirigir el comercial que lo dejara más cerca: «Solo filmaría comerciales que me llevaran a la región que yo quería. Entonces lo filmaba, y llevaba conmigo a los actores de la película». El número total de países en que tuvo lugar la filmación varía según las fuentes; algunas sostienen que fueron dieciocho, mientras que otras, veinticuatro.
Muchas escenas de la película tienen lugar en el hospital, el cual corresponde a un manicomio de Sudáfrica. El equipo de rodaje utilizó toda una sección del edificio para filmar dichas escenas. La elección del lugar fue debido a que el director buscaba una atmósfera oscura, la cual contrastara con la de la historia narrada por el personaje de Lee Pace. La escena donde los personajes están atrapados en una isla fue rodada en las islas Andamán, cerca de Sumatra. La Ciudad Azul corresponde a Jodhpur, una ciudad ubicada al noroeste de India, cuyo color es producto de una costumbre local. El equipo de filmación entregó de manera gratuita pintura azul a los habitantes, de esta manera el color de las casas sería más vibrante.
Para que la relación entre los personajes tuviera mayor credibilidad, Tarsem fingió junto a Lee Pace que el actor no podía caminar. Este secreto se mantuvo durante todas las escenas que rodó Pace, y sólo algunos miembros del equipo sabían la verdad. El último día de filmación revelaron el secreto a los demás: «Algunos se rieron, algunos lloraron, otros se enojaron. Pero era necesario para la película». Para que Catinca Untaru no se sintiera incómoda al momento de actuar, el director realizó algunas tomas con cámaras escondidas. En la escena donde los protagonistas conversan en la camilla de Pace, Tarsem cortó las cortinas que rodeaban la cama para que entrara el lente de la cámara. De esta manera, la niña sólo se preocuparía de conversar con el actor.

### Dirección artística
La película casi no presenta efectos generados por computadora (CGI), la mayoría fueron creados a través de trucos de cámara. Los CGI solo fue utilizado para algunos detalles, eliminar ciertos objetos o limpiar la imagen. Según palabras del director, «Ya tuve suficiente de eso en mi primera película, lo cual disfruté. Decidí que en esta la dirección artística estaría centrada solamente en escenarios y diseño de vestuario, nada más».
El diseño de vestuario estuvo a cargo de Eiko Ishioka, quien había trabajado con Tarsem en su película anterior, The Cell (2000), y con el director Francis Ford Coppola en Drácula, de Bram Stoker (1992). Los disfraces utilizados por los personajes de la historia fueron creados desde la perspectiva de un niño, la cual, según palabras de Tarsem, es mucho más visceral que la de un adulto.

## Estreno
Antes de su estreno definitivo en 2008, The Fall fue presentada en varios festivales de cine, como los de Berlín, Los Ángeles, Seattle y Sitges. La primera proyección fue el 9 de septiembre de 2006 en el Festival Internacional de Cine de Toronto (Canadá). La película tuvo un estreno limitado el 9 de mayo de 2008, siendo mostrada sólo en algunos cines de Estados Unidos. Su estreno masivo fue el 30 de mayo del mismo año, mientras que en España fue el 14 de noviembre.

## Respuesta
La película ha recaudado, para enero de 2009, más de 3 millones de dólares a lo largo del mundo. Recibió comentarios diversos por parte de la crítica. Según el director, estas respuestas disímiles son debido a que es una película «especial, muchos no saben si reír o llorar frente a ella». De las 93 críticas existentes en el sitio web Rotten Tomatoes, 56 corresponden a comentarios «frescos». En Metacritic, por su parte, la cinta posee un promedio de 64/100, basado en 23 comentarios.
El crítico de cine Roger Ebert la incluyó en su lista de las mejores películas del año, refiriéndose a ella como «una locura, una extravagante orgía visual, una caída libre desde la realidad hacia un mundo desconocido. Sin duda es uno de los lujos más  salvajes que cualquier director se haya otorgado jamás». Destacó además la labor de Catinca Untaru, sobre todo su relación con el personaje de Lee Pace. Nick Pinkerton, crítico del periódico The Village Voice, sostuvo que todos los elementos de la película fueron combinados para entregar un espectáculo singular, comparando incluso el trabajo de Tarsem con el de Alejandro Jodorowsky. Kat Brown de la revista Empire escribió que «la película de Tarsem es tan imaginativa que quita el aliento, pero a veces uno siente que ha comido demasiados caramelos».
Por el contrario, Dennis Harvey de la revista Variety sostuvo que «lo único existente detrás de esta impresionante fotografía es el instinto de un genio de la publicidad en busca de imágenes cautivadoras. Aunque estas funcionan mejor de manera aislada, no en una recopilación de dos horas». Nathan Lee, en su crítica para el periódico The New York Times, también trató este punto, agregando que la historia, más que estar imaginada por una niña, parece el producto de una empresa de publicidad. El crítico Lou Lumenick sostuvo que el director «llevó la vanidad a un nuevo nivel» con esta cinta, refiriéndose a ella como una versión de La princesa prometida (1987) del Medio Oriente. Aunque Peter Hartlaub del San Francisco Chronicle reconoce los errores de la película, sostiene que «así como un restaurante con buena vista puede hacerte olvidar la comida mediocre, Singh compensa los defectos estructurales con un festín para los ojos».

## Premios
La película obtuvo diversas nominaciones y premios tras su estreno:
| Año  | Premio                                   | Categoría         | Receptor(es)    | Resultado        |
| ---- | ---------------------------------------- | ----------------- | --------------- | ---------------- |
| 2007 | Festival Internacional de Cine de Berlín | Mejor película    | Tarsem Singh    | Mención especial |
| 2007 | Festival de Cine de Sitges               | Mejor película    | Tarsem Singh    | Ganador          |
| 2008 | Austin Film Critics Association          | Mejor fotografía  | Colin Watkinson | Ganador          |
| 2008 | Chicago Film Critics Association         | Mejor fotografía  | Colin Watkinson | Nominado         |
| 2009 | Online Film Critics Society Awards       | Mejor fotografía  | Colin Watkinson | Nominado         |
| 2009 | Premios Saturn                           | Mejor actor joven | Catinca Untaru  | Nominado         |